# Cylindrotettix elongatus
Cylindrotettix elongatus är en insektsart som beskrevs av Roberts 1975. Cylindrotettix elongatus ingår i släktet Cylindrotettix och familjen gräshoppor. Inga underarter finns listade i Catalogue of Life.